# Paul-August Koch
Paul-August Koch (* 6. April 1905 in Radebeul; † 28. Juni 1998 in Aachen) war ein deutscher Textiltechniker und Hochschullehrer.

## Leben

### Familie und Ausbildung
Der evangelisch getaufte, gebürtige Sachse Paul-August Koch, Sohn des Chemikers Paul Koch sowie dessen Ehegattin Anna geborene Möbius, legte 1924 das Abitur am Realgymnasium in Radebeul ab. Daran anschließend wandte er sich dem Studium der Textiltechnik an der Technischen Hochschule Graz und der Technischen Hochschule Dresden zu, dort erwarb er 1931 das Diplom-Examen, 1937 erfolgte die Promotion zum Dr.-Ing. Paul-August Koch heiratete 1933 Elisabeth geborene Greuner.

### Berufliche Laufbahn
Paul-August Koch erhielt 1930 eine Assistentenstelle am Lehrstuhl für Textil- und Papiertechnologie der Technischen Hochschule Dresden, 1935 wechselte er in der Position eines Studienrats für Materiallehre sowie Materialprüfung an die Höhere Textilfachschule Wuppertal-Barmen.
Nach der ersten Lockerung der Mitglieder-Aufnahmesperre der NSDAP beantragte er am 16. November 1937 die Aufnahme in die Partei und wurde rückwirkend zum 1. Mai desselben Jahres aufgenommen (Mitgliedsnummer 5.064.746). 1939 folgte Koch einem Ruf als außerordentlicher Professor für Textil- und Papiertechnologie an der Technischen Hochschule Dresden, gleichzeitig wurde er zum Inhaber des Lehrstuhls für Faserstoffkunde bestellt, 1945 musste er aus diesen Funktionen auf Grund der Verordnung der Landesverwaltung Sachsen vom 17. August 1945 ausscheiden. Der im Anschluss seit 1946 als Forschungsbeauftragter für textilwissenschaftliche Arbeiten eingesetzte Paul-August Koch wurde 1948 mit der Leitung der wissenschaftlichen Abteilung des Stoffel-Unternehmens in Netstal im Kanton Glarus in der Schweiz betraut. 1954 führte Paul-August Koch ein Fellowship des Textile Institute nach Manchester in Großbritannien. Nach seiner Rückkehr nach Deutschland 1956 wurde Paul-August Koch die Leitung der Ingenieurschule für Textilwesen in Krefeld übertragen, die er bis zu seiner feierlichen Verabschiedung in den Ruhestand 1970 innehielt. Zusätzlich füllte Paul-August Koch seit 1964 Lehraufträge für das Fachgebiet Mikroskopie in der Textiltechnik an der Rheinisch-Westfälischen Technischen Hochschule Aachen aus, dort wurde er 1970 zum Honorarprofessor ernannt. Paul-August Koch, dessen Forschungen die Faserstoffkunde, Mikroskopie der Textilfasern sowie die Faserstoffprüfung umspannten, wurde 1971 mit dem Großen Bundesverdienstkreuz ausgezeichnet.
Koch forschte auch zur Musikgeschichte des 19. Jahrhunderts und publizierte Werkverzeichnisse der Komponistinnen Clara Schumann, Fanny Hensel und Bettina von Arnim.
Zuletzt wohnte er in Krefeld-Traar, Kemmerhofstraße 299. Er war Mitglied des Vereins Deutscher Ingenieure (VDI) mit der Mitgliedsnummer 371256.

## Schriften
- Kunstseiden und Zellwollen, ihre Herstellung, Eigenschaften und Prüfung, Eder, München, 1937
- Faserstoffuntersuchungen bei verfeinerter Dunkelfeldbeleuchtung, Dissertation, Technische Hochschule Dresden, Klepzig, Leipzig, 1938
- Jahresschau geschaffener deutscher Faserstoffe 1939. In: Klepzigs Textilbücherei, 10., Klepzig, Leipzig, 1939
- mit Erich Wagner: Textile Prüfungen. In: Handbuch für Textilingenieure und Textilpraktiker, T. TB1., Spohr-Verlag, Wuppertal-Barmen, 1953
- Rezeptbuch für Faserstoff-Laboratorien; mikroskopische und chemische Textiluntersuchungen, Springer, Berlin, 1960
- Textilchemische Prüfungen. In: Handbuch für Textilingenieure und Textilpraktiker, T. 15., Spohr, Wuppertal-Elberfeld; Stuttgart, 1964
- mit Günther Satlow: Grosses Textil-Lexikon. Fachlexikon für das gesamte Textilwesen, Deutsche Verlags-Anstalt, Stuttgart, 1965–1966
- Mikroskopie der Faserstoffe. In: Handbuch für Textilingenieure und Textilpraktiker, T. 13., Spohr, Stuttgart, 1972
- Clara Wieck-Schumann (1819–1896). Kompositionen. Eine Zusammenstellung der Werke, Literatur und Schallplatten, Frankfurt am Main/Leipzig: Zimmermann 1991, ISBN 978-3873500303.
- Fanny Hensel geb. Mendelssohn (1805–1847). Kompositionen. Eine Zusammenstellung der Werke, Literatur und Schallplatten, Frankfurt am Main/Leipzig: Zimmermann 1993, ISBN 978-3-87350-029-7
- Bettine von Arnim (1785–1859), Liedkompositionen, Frankfurt am Main: Zimmermann 1998; ISBN 978-3-921729-67-0